# 汤佩松
汤佩松（1903年11月12日—2001年9月6日），男，湖北蘄水人，中国植物生理学家、生物化学家。中国植物生理学的奠基人之一，中央研究院院士，中国科学院院士。曾任中國農業大學副校長，中国科学院植物研究所研究员、名誉所长，曾任中国植物学会理事长。

## 生平
1917年至1925年就读于清华学校，体育和学业都非常出色。1925年就读美国明尼苏达大学，1927年以文理学院第一名成绩毕业。1930年获美国约翰斯·霍普金斯大学研究院哲学博士学位。1930年至1933年在哈佛大学做博士后。1933年回国，任武汉大学教授，建立了中国第一个普通生理实验室。
抗日期间在西南联合大学1945至1950年任清華大學農學院教授、院長。從事农业研究所工作，创办植物生理研究室。这个研究机构所在的大普集聚集了许多有才华的青年科学家，成就斐然，成为与费孝通领导的魁阁齐名的中国学术史传奇之地。1950至1952年任北京農業大學教授、副校長。1952至1954年任中國科學院植物生理研究所研究員兼復旦大學教授。
文革期間飽受折磨，先是被強迫交代回國動機，後被懷疑為特務遭到關押，後流放河南五七幹校。
2001年9月6日去世，終年98歲。

## 荣誉
1948年当选为中央研究院第一屆院士。1955年当选中国科学院生物学部学部委员。

## 家庭
父亲汤化龙为民国议长，1918年在加拿大被王昌刺杀。
女婿沈元壤为物理學家。

## 轶事
汤佩松文字颇佳，曾写《一个清华人的自白》，受到朱自清的高度评价。